# Basilique Sainte-Sophie de Rome
 (septembre 2019).
Si vous disposez d'ouvrages ou d'articles de référence ou si vous connaissez des sites web de qualité traitant du thème abordé ici, merci de compléter l'article en donnant les références utiles à sa vérifiabilité et en les liant à la section « Notes et références ».
La basilique Sainte-Sophie (italien : basilica di Santa Sofia ; ukrainien : собор святої Софії) est un lieu de culte catholique situé à Rome, au 478 de la Via Boccea, construit de 1967 à 1969. C'est une basilique mineure et l’église nationale des Ukrainiens à Rome.

## Histoire
En février 1963, immédiatement après son retour de captivité dans un goulag sibérien, l'archevêque et primat de l'Eglise grecque-catholique ukrainienne Josyp Slipyj commença à collecter des fonds pour la construction d'une église pour la communauté de l'Eglise catholique grecque ukrainienne à Rome.
L'architecte italien Lucio Di Stefano a développé un projet basé sur les plans originaux de la cathédrale Sainte-Sophie à Kiev, en concevant une église de style néo-byzantin à cinq dômes.
La construction a commencé en juin 1967 et fut terminée en septembre 1969. Les mosaïques de l'autel sont de l'artiste ukrainien Svyatoslav Hordynsky. Du 27 au 28 Septembre 1969 le primat Jossyp Slipyj et dix-sept évêques la consacrèrent en présence du Pape Paul VI, y transférant depuis la Basilique Saint-Clement du Latran des reliques du pape Clément Ier, qui furent placées sous le maître-autel. La chorale féminine munichoise "Dibrova" dirigée par Maria Teodorivna Harabach a accompagné la cérémonie de consécration. L'église est dédiée à la Sagesse divine.
En 1985, le pape Jean-Paul II lui attribue le titre cardinalice de " Santa Sofia a Via Boccea ". Le premier titulaire fut Myroslav Ivan Ljubačivs'kyj et le second Ljubomyr Huzar.
Par un décret daté du 21 janvier 1998, l'église a été élevée au rang de basilique mineure.
En septembre 2011, s'achevèrent les travaux de restauration de la basilique promus par l'association "Santa Sofia", propriétaire légitime de l'église et des bâtiments annexes. L'une des interventions les plus importantes fut la restauration des précieuses mosaïques qui recouvre les murs de l'édifice : les restaurateurs ont nettoyé et, dans certaines parties, remplacé les carreaux existants. Le système de chauffage et le réseau électrique ont également été refaits. Les dômes ont subi aussi diverses interventions et l'aménagement des sous-sols a été modifié. Une maison pour le clergé et une librairie ont été construits, et la cour a subi quelques changements.
La basilique restaurée fut bénite le 14 octobre 2012, par l'archevêque majeur de Kiev et primat de l'Eglise gréco-catholique ukrainienne Svyatoslav Ševčuk au cours d'une solennelle liturgie divine, qu'il présidait entouré de nombreux autres prélats.

## Description
L'intérieur de l'église est entièrement recouvert de mosaïques. La décoration artistique du bâtiment, en particulier les mosaïques et les vitraux, a été conçue par Svjatoslav Hordynskyj. Les mosaïques sont des œuvres de l'école Monticelli Marcus Tullius. L’œuvre la plus importante est la mosaïque de la Sagesse Divine et de la Sainte Eucharistie. Au-dessus de la chaise du célébrant se trouvent les armoiries du cardinal Josyp Slipyj avec sa devise per aspera ad astra (par des sentiers ardus jusqu'aux étoiles). À la droite de l'abside se trouve la sacristie et à gauche une icône en mosaïque et l'entrée de la crypte. Le dôme représente le Christ Pantocrator, les anges et les archanges.
Sur les vitraux du dôme figurent huit métropolites de Kiev : Hilarion de Kiev (métropolite de 1051 à 1055), Clément de Kiev (métropolite de 1147 à 1155), Peter Akerovich (1242-1246), Grégoire Camblak (1414-1419), Isidore de Kiev (1433 - 1458). Michal Rahoza (?-1599), Pietro Mogila (1633-1647) et Iosif Rucki (1613-1637).
Le projet de l'iconostase a été développé par Sviatoslav Gordinsky. Les parties en marbre ont été réalisées par Ugo Macesei et les icônes ont été peintes par d'autres artistes.
Dans la crypte de la basilique sont enterrés, entre autres, le métropolite Josyf Sembratowicz (auparavant enterré au cimetière Verano), l'archevêque Ivan Bucko, les évêques Stepan Chmil ' et Ivan Choma, fondateur de l'Association des coopératives ukrainiennes et politiques, Julijan Pawłykowśkyj, les princesses Theresia et Jadwiga Sapieha, l'archimandrite des Sœurs de l’Ordre de Saint-Basile-le-Grand Claudia Feddish et Gregorius Smereka, étudiant à l’ Université catholique ukrainienne de Rome. La dépouille du cardinal Josyp Slipyj y fut également inhumé avant qu'elle ne soit transférée en 1992 dans la cathédrale Saint-Georges de Lviv, à côté du tombeau du métropolite Andrej Szeptycki.
Le sous-sol de la cathédrale abrite une salle paroissiale où les fidèles peuvent se retrouver après la liturgie pour des fêtes et des réceptions.
Sur la place devant la cathédrale se trouve une fontaine avec une sculpture à trois anges d'Ugo Macei.
Depuis la place, un escalier de quatre marches de marbre conduit à la basilique : il symbolise les quatre vertus cardinales : prudence, justice, tempérance et courage. Près de l'église se trouve le bâtiment qui fut le siège de l'Université catholique ukrainienne à Rome.

## Galerie d'images

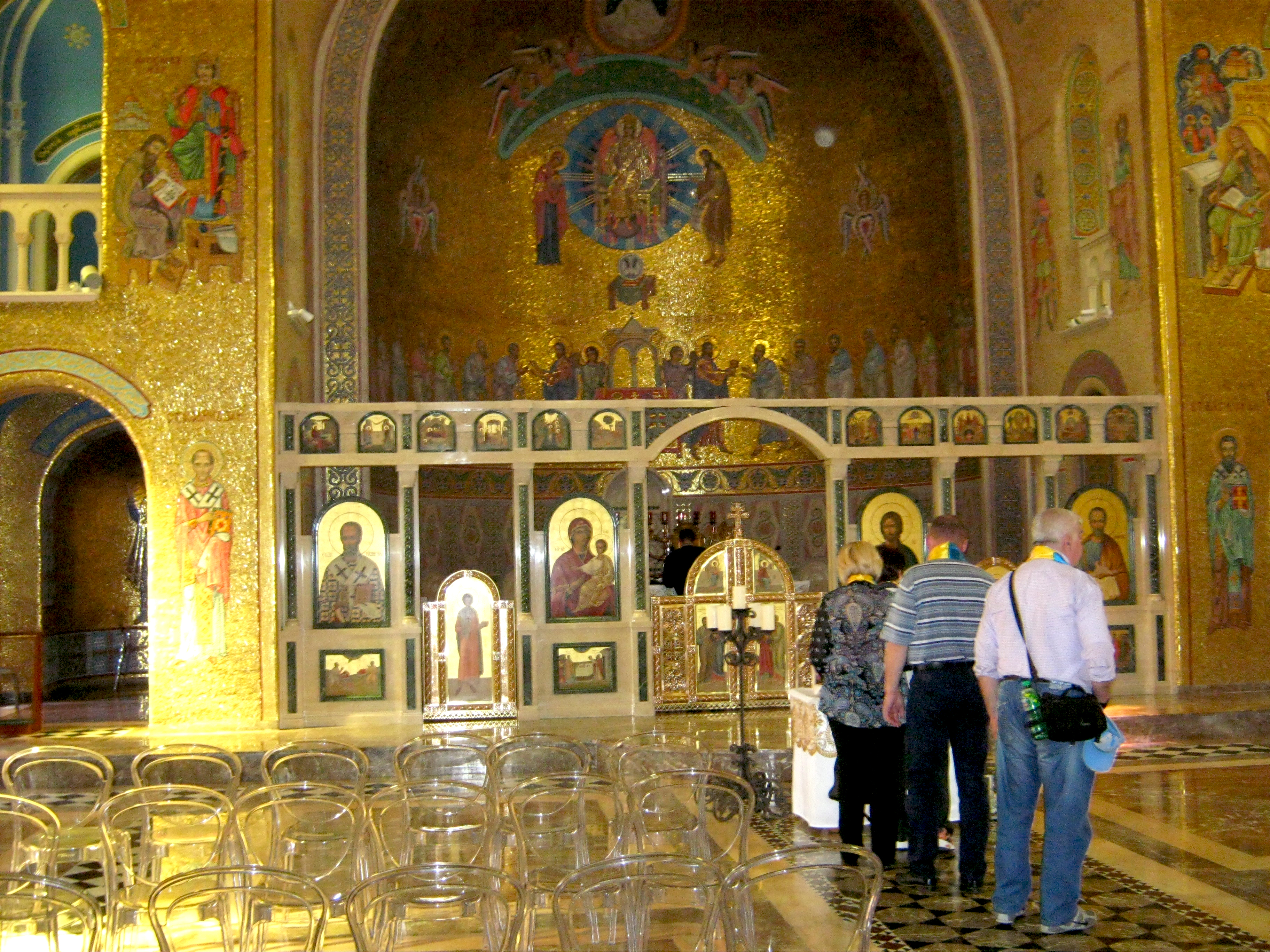
Iconostase
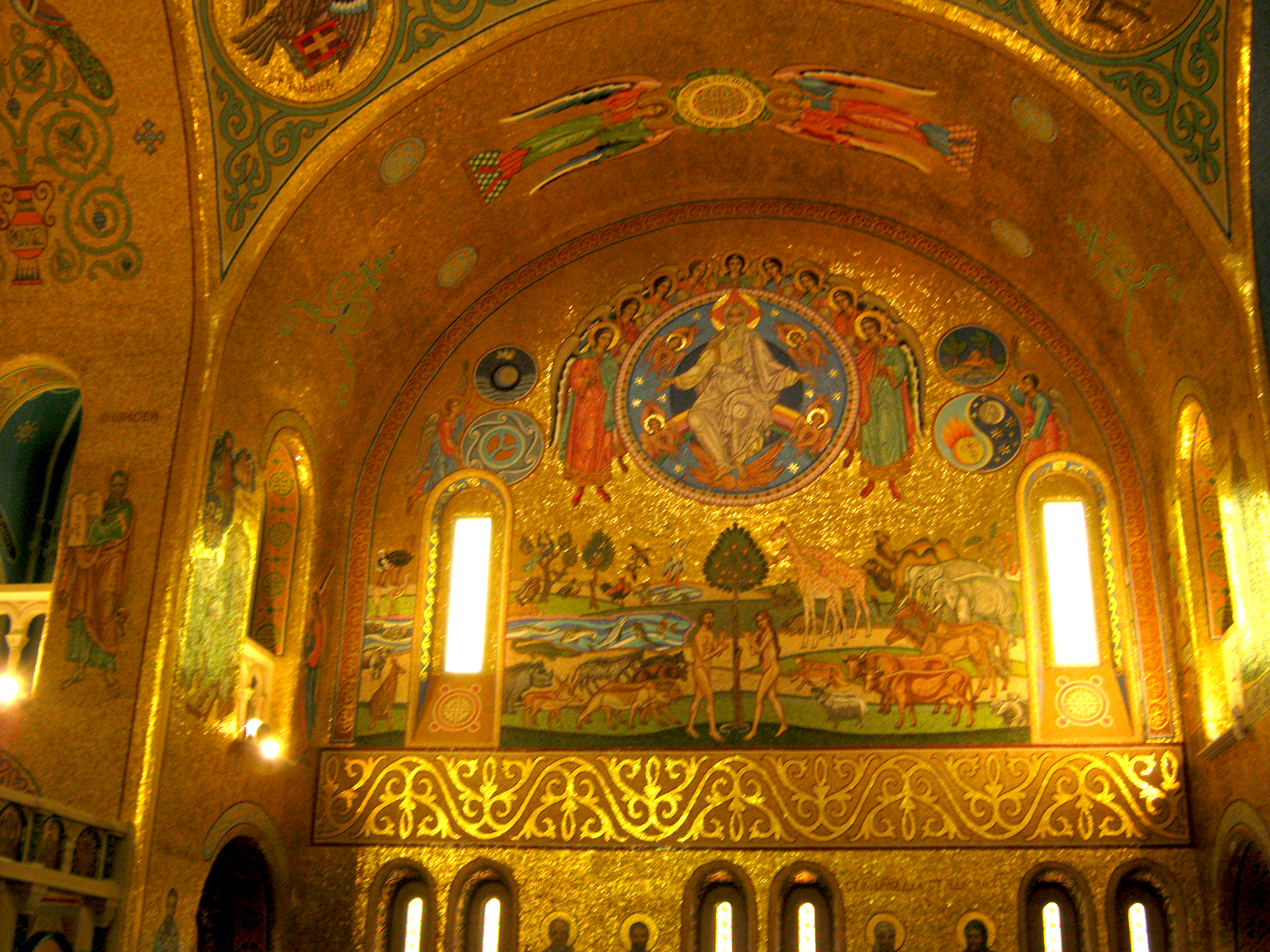
Mosaïque.
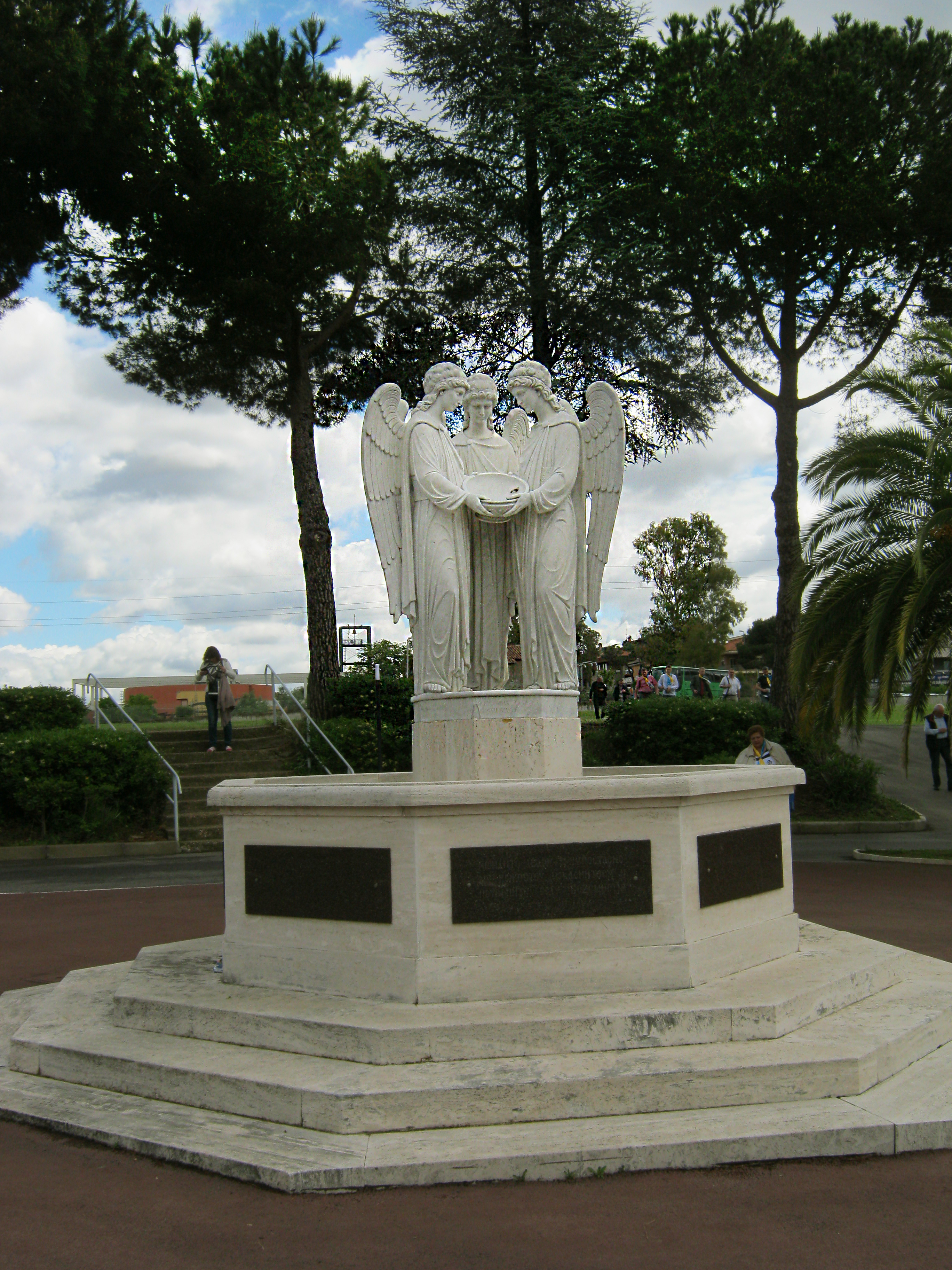
Fontaine des trois anges, par Ugo Macei.